# Žitavsko
Žitavsko je historické území, které v současnosti leží na jihovýchodě Německa, blízko českých a polských hranic. Do roku 1424 náleželo k Čechám, poté splynulo s Horní Lužicí. Centrem území je město Žitava (Zittau).